# James Mason
James Neville Mason (født 15. maj 1909, død 27. juli 1984) var en Academy Award-nomineret engelsk skuespiller. Han var kendt for film som Menneskejagt.